# 濟揚丘林斯基區

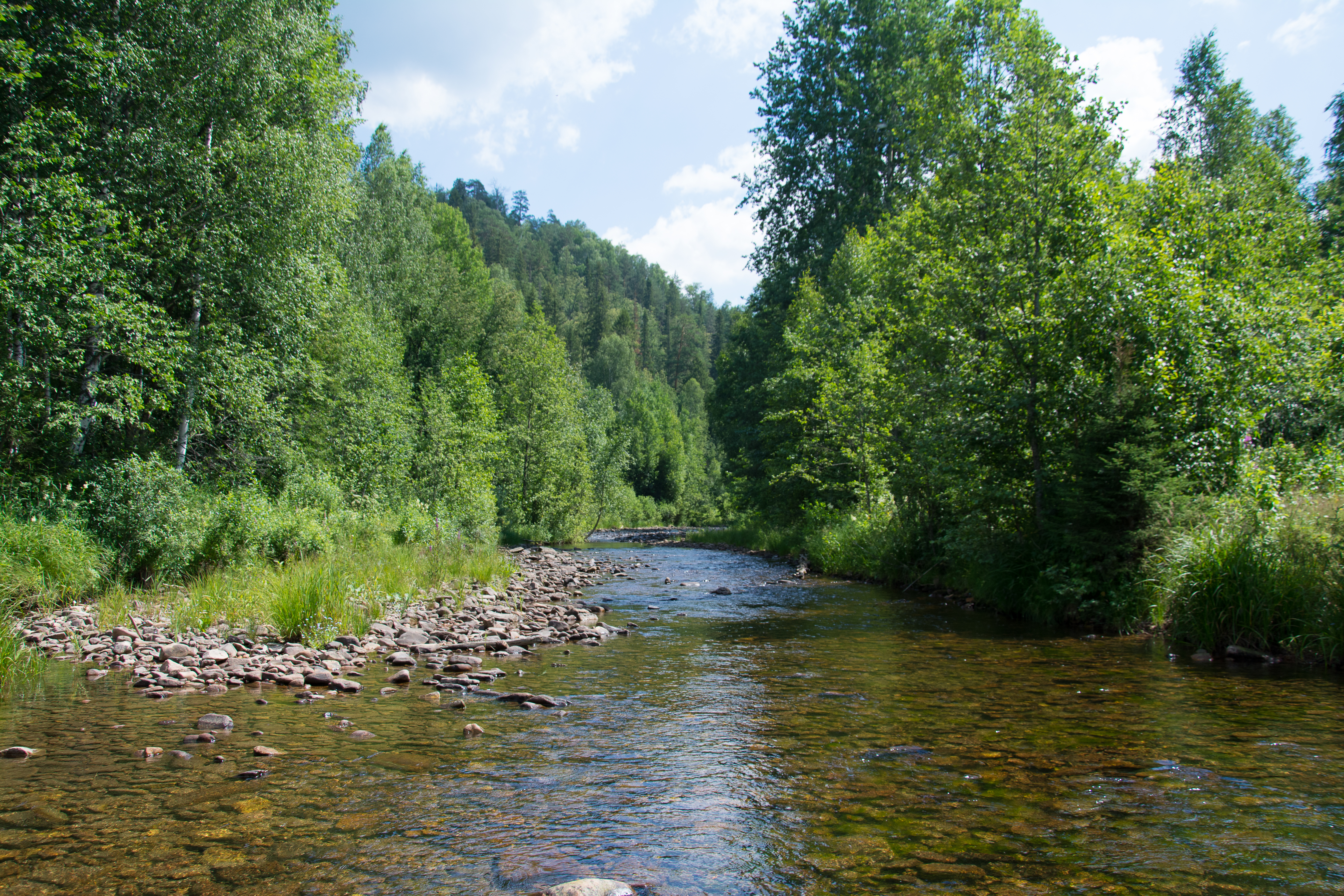

52°12′N 56°35′E / 52.200°N 56.583°E
濟揚丘林斯基區（俄语：Зианчуринский район），是俄羅斯的一個區，位於該國西南部，由巴什科爾托斯坦共和國負責管轄，始建於1930年8月20日，面積3,342平方公里，2010年人口27,626，人口密度每平方公里8.27人。